# Cheshmeh Qaşşābān
Cheshmeh Qaşşābān (persiska: چِشمِه قَصّابان, چَشمِه قَصبان, چِشمِه قَصَبَن, چشمه قصّابان) är en ort i Iran.   Den ligger i provinsen Hamadan, i den nordvästra delen av landet, 290 km väster om huvudstaden Teheran. Cheshmeh Qaşşābān ligger 1 862 meter över havet och antalet invånare är 608.
Terrängen runt Cheshmeh Qaşşābān är varierad. Runt Cheshmeh Qaşşābān är det ganska tätbefolkat, med 199 invånare per kvadratkilometer. Närmaste större samhälle är Pasragad Branch, 10,1 km sydost om Cheshmeh Qaşşābān. Trakten runt Cheshmeh Qaşşābān består i huvudsak av gräsmarker.